# Kathleen Honora Greatorex

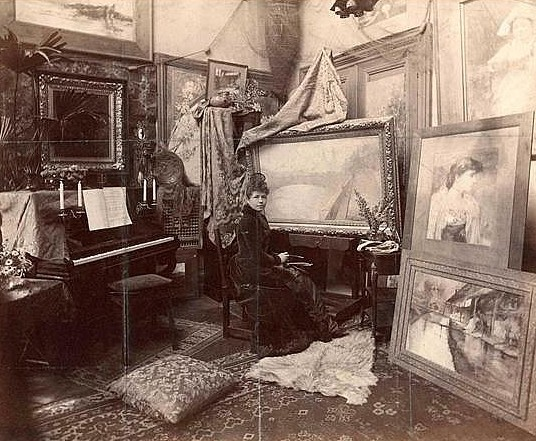
Kathleen Honora Greatorex in ihrem Atelier, spätes 19. Jahrhundert, fotografiert von Edmond Bénard

Kathleen Honora „Kate“ Greatorex (* 10. September 1851 in Hoboken; † 6. Mai 1942 in Moret-sur-Loing) war eine US-amerikanische Malerin und Illustratorin.

## Leben
Kathleen Honora Greatorex wurde im September 1851 in Hoboken bei New York City geboren. Privat hörte sie auch auf den Spitznamen „Kate“. Ihre Mutter war die irischstämmige Malerin, Zeichnerin und Radiererin Eliza Pratt Greatorex (1819–1897), ihr Vater der englischstämmige Musiker Henry Wellington Greatorex (1816–1858). Kurz nach der Geburt zog die Familie nach New York City, wo 1854 Kathleens jüngere Schwester Eleanor Greatorex (1854–1908) zur Welt kam. Nach dem Tod des Vaters zogen Mutter und Schwestern zunächst zu der Schwester ihrer Mutter, der Autorin Matilda Pratt Despard, nach Cornwall-on-Hudson, ehe sie nach New York City zurückkehrte, wo sich ihre Mutter als Malerin eigenständig machte. Eliza Greatorex führte privat beide Töchter an die Malerei heran, zusätzlich studierte sie an der National Academy of Design. Von 1870 bis 1872 reisten die drei Frauen gemeinsam nach Europa und besuchten dort unter anderem Nürnberg, Oberammergau, Norditalien, die Schweiz und München, wo sich die beiden Schwestern durch das Kopieren von Gemälden in der Pinakothek fortbildeten und Unterricht bei Karl Otto nahmen.
Nach der Rückkehr unterhielten die Schwestern ein gemeinsames Studio in New York City, wo sie Unterricht gaben und eigene Malereien anfertigten. Damals betätigten sich beide Schwestern hauptsächlich in der Tafel- und Porzellanmalerei. 1879 reiste die Familie nach Paris, wo Eleanor und Kathleen bei Émile Auguste Carolus-Duran und Jean-Jacques Henner studierten. Bei einer Reise nach London 1880 lernten die beiden zudem Arthur Melville kennen, der die beiden darin unterrichtete, wie man Aquarelle auf feuchtem Papier anfertigt. Weitere Reisen führten in die französische Provinz. Im Herbst 1880 zogen die Mutter und Töchter für einige Monate nach Algier, ehe Eleanor erkrankte und die Familie daher nach in die USA zurückkehrte. Dort hatte Kathleen Greatorex zwischenzeitlich ihr Werk 1881 bei der Philadelphia Society of Artists ausgestellt. Viele ihrer Werke lassen sich der Blumen- und Stilllebenmalerei zuordnen, auch einige Stadtszenen schuf sie. Daneben arbeitete als Buchillustratorin.
Ab 1882 unterhielten die Schwestern wieder ein gemeinsames Mal- und Lehrstudio in New York City. Gemeinsam erhielten die beiden 1884 den Auftrag, Wandmalereien für das Frauenempfangszimmer des Dakota Buildings anzufertigen. 1886 wanderten Mutter und Töchter gemeinsam dauerhaft nach Frankreich aus. Dort zeigte Kathleen Greatorex fortan ihr Werk regelmäßig auf dem Salon de Paris, wo sie 1886 und 1889 mit Ehrungen bedacht wurde. Auch auf der Weltausstellung Paris 1900 wurde sie geehrt. Zusätzlich beteiligte sie sich auch an diversen anderen europäischen Ausstellungen. Zugleich war sie weiterhin auch auf Kunstschauen in den Vereinigten Staaten vertreten: 1893 gewann sie eine Goldmedaille auf der Weltausstellung in Chicago und 1895 eine weitere Goldmedaille auf der Weltausstellung in Atlanta. 1898 stellte sie ihr Werk bei der Louisville Art League aus. Im Thieme-Becker wird angegeben, dass sie 1915 in Moret-sur-Loing lebte, einer Ortschaft südlich von Paris. Dort starb sie 1942 während der deutschen Besetzung Frankreichs im Alter von 90 Jahren als letztes Mitglied der Familie.